# Caluire-et-Cuire
Caluire-et-Cuire är en kommun i departementet Rhône i regionen Auvergne-Rhône-Alpes i östra Frankrike. Kommunen ligger i kantonen Caluire-et-Cuire som tillhör arrondissementet Lyon. Caluire-et-Cuire ligger strax norr om Lyon och är Lyons tredje största förort. År 2022 hade Caluire-et-Cuire 43 479 invånare.

## Befolkningsutveckling
Antalet invånare i kommunen Caluire-et-Cuire
| Referens: INSEE |